# Muhammad Scharif Pascha

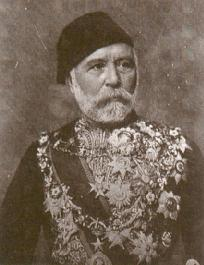
Muhammad Scharif Pascha

Muhammad Scharif Pascha (arabisch محمد شريف باشا, DMG Muḥammad Šarīf Bāšā; auch Mohamed Sherif Pasha; * 26. November 1826; † 19. April 1887) war ein ägyptischer Politiker, der 1879, zwischen 1881 und 1882 sowie erneut von 1882 bis 1884 Premierminister des Khedivat Ägypten war.

## Leben
Muhammad Scharif Pascha wurde am 7. April 1879 erstmals Premierminister des Khedivat Ägypten als Nachfolger von Muhammad Tawfiq Pascha, der wenige Monate später als Nachfolger seines Vaters Ismail Pascha neuer Khedive wurde. Er bekleidete das Amt des Premierminister bis zum 18. August 1879, ehe Riyad Pascha am 21. September 1879 seine Nachfolge antrat. Zugleich fungierte er in seiner ersten Regierung auch als Außenminister.
Nach dem Aufstand der Urabi-Bewegung unter Ahmed Urabi Pascha übernahm Muhammad Scharif Pascha nach der am 10. September 1881 erfolgten Entlassung von Premierminister Riyad Pascha am 14. September 1881 zum zweiten Mal das Amt des Premierministers. Er hatte dieses Amt nunmehr bis zu seiner Ablösung durch Mahmud Sami al-Barudi am 4. Februar 1882 inne. Nachdem es im Zuge der Niederschlagung der Urabi-Bewegung ab Mai 1882 zum Anglo-Ägyptischen Krieg gekommen war, wurde er schließlich am 21. August 1882 als Nachfolger von Raghib Pascha zum dritten Mal Premierminister, während Urabi Pascha selbst von Juli bis zu seiner Festnahme nach der Schlacht von Tel-el-Kebir am 13. September 1882 Premierminister einer Rebellionsregierung war. In seiner dritten Regierung fungierte Muhammad Scharif Pascha von 1882 bis 1884 auch wieder als Außenminister.

## Weblink
- Eintrag in rulers.org

## Hintergrundliteratur
- Der Große Ploetz. Die Enzyklopädie der Weltgeschichte, Verlag Vandenhoeck & Ruprecht, 35. Auflage, 2008, S. 1338, ISBN 978-3-525-32008-2